# Europ Assistance
Die Europ Assistance ist ein international tätiges Unternehmen in der Assistance-Branche. Das Unternehmen ist eine Tochtergesellschaft der italienischen Assicurazioni Generali.

## Geschichte
Die Europ Assistance wurde im Jahr 1963 von Pierre Desnos als Tochtergesellschaft der Assicurazioni Generali gegründet. Als Assistance-Unternehmen fokussierte die Europ Assistance zunächst das Tätigkeitsfeld der medizinischen Assistance und spezialisierte sich später auf weiteren Gebieten wie Reiseassistance, Reiseversicherungen, Fahrzeugassistance (Technische Assistance), Kundenmanagement und -service, Versicherungsdienstleistungen, Home Assistance, Schadenmanagement, Gesundheitsservices und Fahrzeuggarantie.
Die Gruppe beschäftigt weltweit rund 7.500 Mitarbeiter und hat ein Netzwerk bestehend aus medizinischem Fachpersonal und 750.000 zertifizierten Partnern. Nach eigenen Angaben wurden im Jahr 2017 in den 37 Einsatzzentralen der Europ Assistance rund 34 Millionen Telefonanrufe bearbeitet und etwa 10 Mio. Einsätze in 200 Ländern durchgeführt.

## Europ Assistance Deutschland
Die deutsche Niederlassung wurde 1980 mit Sitz in München eröffnet 2007 wurde der zweite deutsche Standort in Rostock eröffnet. An beiden Standorten sind insgesamt 330 Mitarbeiterinnen und Mitarbeiter tätig. Seit 2008 gibt Europ Assistance Deutschland mit dem Assistance Barometer jährlich die erste bundesweite und repräsentative Studie zum Assistance-Markt heraus.
Die Versicherung ist mehrfacher Testsieger der Stiftung Warentest im Bereich der Reiseversicherungen, zuletzt im Jahr 2024.

## Kritik
Europ Assistance wurde in Deutschland 2018 durch den Bund der Versicherten e. V. erfolgreich abgemahnt, da die Versicherungsbedingungen in vielen Punkten unwirksam seien.